# Resolução 131 do Conselho de Segurança das Nações Unidas
Resolução 131 do Conselho de Segurança das Nações Unidas, foi aprovada em 9 de dezembro de 1958, após análise do pedido ds Guiné para ser membro da Organização das Nações Unidas. O Conselho recomendou à Assembleia Geral que a Guiné deve ser admitida.
Foi aprovada por unanimidade.